# كاثلين أوكونور (ممثلة)
كاثلين أوكونور (بالإنجليزية: Kathleen O'Connor)‏ هي ممثلة أمريكية، ولدت في 7 يوليو 1894 في دايتون في الولايات المتحدة، وتوفيت في 25 يونيو 1957 في لوس أنجلوس في الولايات المتحدة.

## وصلات خارجية
- كاثلين أوكونور (ممثلة) على موقع IMDb (الإنجليزية)
- كاثلين أوكونور (ممثلة) على موقع قاعدة بيانات الفيلم (الإنجليزية)